# Ang Thong
Ang Thong (em tailandês:  อ่างทอง) é uma cidade na Tailândia, capital da província de Ang Thong. Sua população é de 13 738 habitantes, de acordo com dados de 2006. A cidade está localizada às margens do rio Chao Phraya.